# Anna Kournikova (počítačový virus)
Počítačový virus Anna Kournikova vytvořil 11. února 2001 nizozemský programátor Jan de Wit. Tento virus uživatele lákal k tomu, aby otevřeli e-mailovou zprávu údajně obsahující obrázek tenistky Anny Kurnikovové, zatímco ve skutečnosti se v ní skrýval nebezpečný program. Pokud došlo k jeho spuštění, program napadl adresář aplikace Microsoft Outlook a pokusil se odeslat sám sebe všem osobám na seznamu. Virus Kournikova svádí uživatele psaným vzkazem: „Ahoj, tohle musíš vidět!“ a souborem s názvem „AnnaKournikova.jpg.vbs“, který se tváří jako avizovaný obrázek. Email s virem byl v předmětu označen: „Něco pro tebe ;0)“ a obsahoval přílohu AnnaKournikova.jpg.vbs. Při spuštění pod Microsoft Windows soubor nezobrazí foto zmiňované Anny Kurnikovové, ale spustí skript, který se odešle všem v adresáři aplikace Microsoft Outlook oběti.
Virus byl vytvořen pomocí jednoduchého a rozšířeného generátoru červů naprogramovaného ve Visual Basic, jenž vyvinul argentinský programátor zvaný „[K]Alamar“. Na rozdíl od o rok dříve vypuštěného viru ILOVEYOU, virus Anna Kournikova nepoškozoval data napadeného počítače.
Autor podle všeho vytvořil virus během pár hodin. „Onen mladík si stáhl z Internetu generátor v neděli 11. února a později téhož dne, někdy kolem 15:00 hodin zveřejnil virus v diskusní skupině.“ De Wit se sám přihlásil úřadům ve městě Sneek v severní provincii Frísko v Nizozemí. „Když pochopil, co jeho virus způsobil, rozhodl se po poradě s rodiči, že se přihlásí na policii.“
Podle některých zpráv Jana de Wita odhalil jiný tvůrce virů a tajný agent FBI, David L. Smith, a předal informaci o něm nizozemským úřadům. De Wit se na policii ve svém bydlišti v Sneeku přihlásil 14. února 2001, několik dní po vypuštění viru do světa.
Podobně jako v případě jiných autorů počítačových virů i De Witovi údajně o několik dní později starosta Sneeku, Sieboldt Hartkamp, nabídl vzhledem k jeho programátorským schopnostem lukrativní práci.
De Wita soudili v Leeuwardenu za vypuštění dat do počítačové sítě s úmyslem způsobit škody. Za tento trestný čin mu hrozilo odnětí svobody až na čtyři roky a pokuta 100 000 guldenů (= 41,300 dolarů).
Právníci žádali pro Jana de Wita stažení obvinění, neboť jím vytvořený červ způsobil jen minimální škody. FBI předal nizozemskému soudu důkazy, že virus způsobil škody za 166 000 dolarů. De Wit přiznal, že červa vytvořil pomocí nástroje pro tvorbu virů, ale před soudem rovněž vypověděl, že když virus vypustil v diskusní skupině, udělal to „bez přemýšlení a aniž by si uvědomil možné důsledky“. Popřel jakýkoli úmysl způsobit škody. De Wit byl odsouzen ke 150 hodinám veřejných prací nebo 75 dnům ve vězení.

## Popkultura
V epizodě situační komedie Přátelé, nazvané Na Barbadosu (část první), dojde k napadení Rossova laptopu právě virem Kournikova, když si na něm Ross prohlíží e-maily. Verze tohoto viru je však ve zmíněné epizodě mnohem zákeřnější než ve skutečnosti, protože mu po otevření emailu vymaže celou jeho přednášku z paleontologie.